# San Javier (Santa Fé)
San Javier é um município de 2ª categoria da província de Santa Fé, na Argentina.